# Extreme Rules 2014
Extreme Rules 2014 è stata la sesta edizione dell'omonimo evento in pay-per-view prodotto annualmente dalla WWE. L'evento si è svolto il 4 maggio 2014 all'Izod Center di East Rutherford (New Jersey).

## Storyline
Fresco della sua vittoria a WrestleMania XXX, John Cena ha continuato la sua faida con Bray Wyatt della Wyatt Family. Cena ha affermato che Wyatt non è in grado di difendere i suoi discorsi criptici senza Luke Harper e Erick Rowan dietro di lui. Per dimostrare ciò a sé stesso, Cena lo ha sfidato a uno Steel Cage match per Extreme Rules; sfida che Wyatt ha poi accettato.
Nella puntata di Raw del 7 aprile, AJ Lee si stava vantando di aver difeso il suo titolo contro altre 13 divas quando la NXT Women's Champion Paige è venuta a congratularsi con AJ per la sua difesa del titolo. AJ avrebbe schiaffeggiato e sfidato Paige a un match in cui AJ avrebbe messo il suo titolo in palio. Il match in sé è stato dominato da AJ fino a quando Paige non è riuscita a sfuggire alla mossa di sottomissione di AJ, la Black Widow, per poi colpirla con la sua mossa finale, la Paige Turner per vincere il suo primo Divas Championship, permettendo ad AJ di prendersi una pausa dalla WWE. Nella puntata di Main Event del 15 aprile, la guardia del corpo di AJ, Tamina Snuka, ha vinto una battle royal per diventare la contendente numero uno per il titolo di Paige a Extreme Rules.
Il 6 aprile, a WrestleMania XXX, Daniel Bryan ha sconfitto Triple H ottenendo così il diritto di inserirsi nel match per il WWE World Heavyweight Championship; più tardi, nel main event della serata, Bryan ha conquistato il titolo sconfiggendo il campione, Randy Orton, in un Triple Threat match che includeva anche Batista. Nella successiva puntata di Raw Triple H ha costretto Bryan a difendere il WWE World Heavyweight Championship contro di lui; tuttavia le ex guardie del corpo di Triple H, lo Shield (Dean Ambrose, Seth Rollins e Roman Reigns), gli hanno voltato le spalle attaccandolo, terminando il match in un no-contest. Come risultato, Triple H ha riformato l'Evolution con Batista e Randy Orton per poi attaccare lo Shield la settimana successiva a Raw. Nella puntata di SmackDown del 18 aprile, Triple H ha annunciato che l'Evolution avrebbe affrontato lo Shield a Extreme Rules.
Nella puntata di Raw del 21 aprile, Daniel Bryan e Brie Bella si stavano preparando per celebrare il loro matrimonio quando Stephanie McMahon ha annunciato che Bryan avrebbe difeso il suo WWE World Heavyweight Championship contro Kane a Extreme Rules. Kane è poi apparso dal pubblico, (con la sua maschera) e ha attaccato Bryan, eseguendogli tre tombstone piledriver. Il primo sul pavimento, il secondo sui gradini d'acciaio e il terzo sul tavolo dei commentatori, con la conseguenza che Bryan è stato portato via su una barella.
Alexander Rusev ha fatto il suo debutto nel roster principale il 7 aprile e ha ottenuto una serie di vittorie contro varie superstar, tra cui R-Truth e Xavier Woods, ma ha reso la questione personale con entrambi quando li ha attaccati dopo ogni match. Ciò ha istituito un 2-on-1 Handicap match con Rusev contro Truth e Woods al pay-per-view.
La 3MB continua la sua faida con i Los Matadores quando, nella puntata di Main Event del 15 aprile, Jinder Mahal e Drew McIntyre assumono come mascotte Hornswoggle, che non turnava heel dal 2007. L'assunzione di quest'ultimo serve infatti per contrastare la mascotte dei due rivali mascherati, El Torito, spesso causa delle sconfitte della 3MB nei loro confronti coi Matadores. Tra le due mascotte regna ostilità, tanto che spesso i loro rispettivi compagni sono costretti a separarli, e successivamente la loro faida culmina in un match nella puntata di SmackDown del 18 aprile, dove El Torito ha sconfitto Hornswoggle. Nella puntata di Main Event del 22 aprile, Hornswoggle ha sconfitto El Torito. Inoltre, la 3MB (Slater & McIntyre) è riuscita a battere i Matadores nella puntata successiva di Main Event, grazie a una distrazione di Hrnswoggle e Mahal, che verranno lo stesso attaccati da El Torito. Viene così deciso che, nel Kick-off di Extreme Rules, El Torito e Hornswoggle si affronteranno in un WeeLC match, dove culminerà la faida.

## Risultati
| #       | Incontri                                                                          | Stipulazioni                                                  | Durata |
| ------- | --------------------------------------------------------------------------------- | ------------------------------------------------------------- | ------ |
| Kickoff | El Torito (con i Los Matadores) ha sconfitto Hornswoggle (con la 3MB)             | WeeLC match                                                   | 10:55  |
| 1       | Cesaro (con Paul Heyman) ha sconfitto Jack Swagger (con Zeb Colter) e Rob Van Dam | Triple threat elimination match                               | 12:34  |
| 2       | Rusev (con Lana) ha sconfitto R-Truth e Xavier Woods per KO tecnico               | Two-on-one handicap match                                     | 02:53  |
| 3       | Bad News Barrett ha sconfitto Big E (c)                                           | Single match per il WWE Intercontinental Championship         | 07:55  |
| 4       | Lo Shield ha sconfitto l'Evolution                                                | Six-man tag team match                                        | 19:52  |
| 5       | Bray Wyatt (con Erick Rowan e Luke Harper) ha sconfitto John Cena                 | Steel cage match                                              | 21:12  |
| 6       | Paige (c) ha sconfitto Tamina per sottomissione                                   | Single match per il WWE Divas Championship                    | 06:18  |
| 7       | Daniel Bryan (c) ha sconfitto Kane                                                | Extreme rules match per il WWE World Heavyweight Championship | 22:27  |